# Robeykheh
Robeykheh (persiska: ربیخه) är en ort i Iran.   Den ligger i provinsen Khuzestan, i den centrala delen av landet, 500 km söder om huvudstaden Teheran. Robeykheh ligger 23 meter över havet och antalet invånare är 244.
Terrängen runt Robeykheh är mycket platt. Runt Robeykheh är det ganska tätbefolkat, med 144 invånare per kvadratkilometer. Närmaste större samhälle är Sheybān, 12,8 km väster om Robeykheh. Trakten runt Robeykheh är ofruktbar med lite eller ingen växtlighet.